# Nova Cygni 1920
V476 Cygni o Nova Cygni 1920 es una nova aparecida en la constelación de Cygnus en 1920. Fue vista por primera vez el 22 de agosto de ese año y alcanzó un brillo de magnitud aproximada de 1.9 la noche siguiente, para caer hasta 3.8 luego de 7 días, durante los cuales se la observaba a simple vista. En los primeros dos meses de observaciones declinó cerca de 7 magnitudes, siendo esta declinación mayor que la de Nova Persei 1901, que se redujo 5.1 órdenes en igual periodo.
El espectro fue clasificado como A2. A partir de las líneas H y K del espectro de absorción de la nova se determinó su velocidad radial en 18 km.

## Ubicación
- Ascensión recta: 19h 58’ 24,6"
- Declinación: +53° 37’ 07"